# Mário Campos
Mário Campos é um município brasileiro do estado de Minas Gerais, localizado na Região Metropolitana de Belo Horizonte. Sua população aferida pelo IBGE em 2022 era de 15900 habitantes. Localiza-se a 38 km da capital mineira.
Mário Campos é considerada uma estância hidromineral. A maior fonte do mundo de vazão espontânea de água mineral fica em Mário Campos.

## História
Mário Campos, antigo distrito criado em 1985 e subordinado ao município de Ibirité, foi elevado à categoria de município pela Lei Estadual nº 12030 em 21 de dezembro de 1995 e instalado em 1 de janeiro de 1997.

### Antiga Estação do Jacaré
Por volta de 1911 a 1918, iniciou-se a construção da Linha do Paraopeba pela Estrada de Ferro Central do Brasil (EFCB), cuja função era de uma variante que encurtasse o tempo de percurso da linha original da ferrovia, a Linha do Centro e nela se entroncasse em seu final.  Nesta época, aconteceram as primeiras desapropriações para dar passagem ao progresso, sendo que, na Reta do Jacaré foi derrubada uma casa para construir a Estrada de Ferro Central do Brasil. Foi construída a primeira parada de trens, naquele lugar, chamada de parada de Carlos Chagas.
A estação ferroviária do Jacaré foi inaugurada somente em 1923 e nos anos 1930 teve o nome alterado para o atual, Mário Campos. Entretanto, há guias que apontam Jacaré e Mário Campos como sendo duas paradas diferentes, distantes 2 km uma da outra.
Atualmente a estação encontra-se demolida, sobrou apenas uma velha plataforma e uma casa de turma. Só existe a plataforma e a base da estação, o estado da outra plataforma, a do antigo trem de subúrbio, é lamentável. Este lugar em especial preserva características da década de 1950: à frente da estação ainda há um pequeno lago (conhecido como Lagoa do Campo Verde), integrante de uma praça, com várias árvores.

### Casarão Sampaio
O casarão Sampaio, um dos mais antigos armazéns da região de Mário Campos, foi construído no final da década de 30 e inaugurado em 1940. Atualmente é um patrimônio histórico cultural pertencente ao município de Mário Campos e funcionava como biblioteca e acervo cultural público, mas passou a ser utilizado como prédio da prefeitura municipal.

### Lista de prefeitos do município
| Nº | Prefeito                          | Partido | Início do mandato     | Fim do mandato         | Vice-prefeito                 |
| 1  | Alberto Agostinho Cândido         | PSDB    | 1 de janeiro de 1997  | 31 de dezembro de 2000 | Wallace de Souza Maia         |
| 1  | Alberto Agostinho Cândido         | PMDB    | 1 de janeiro de 2001  | 31 de dezembro de 2004 | Jonas Vicente Pinto           |
| 2  | Anderson Ferreira Alves           | PPS     | 1 de janeiro de 2005  | 31 de dezembro de 2008 | Luciney Campos da Silva       |
| 2  | Anderson Ferreira Alves           | PSDB    | 1 de janeiro de 2009  | 31 de dezembro de 2012 | Luciney Campos da Silva       |
| 3  | Elson da Silva Santos Júnior      | PSB     | 1 de janeiro de 2013  | 31 de dezembro de 2016 | Maria Efigênia Nogueira Braga |
| 3  | Elson da Silva Santos Júnior      | PSB     | 1 de janeiro de 2017  | 31 de dezembro de 2020 | Maria Efigênia Nogueira Braga |
| 4  | Anderson Ferreira Alves           | PP      | 1 de janeiro de 2021  | 31 de dezembro de 2024 | Douglas Júnior Campos         |
| 5  | Andresa Aparecida Rocha Rodrigues | PSB     | 01 de janeiro de 2025 | Atualidade             | Josimar Silva Cardoso         |

## Hidrografia
Entre os dias 10 a 30 de dezembro de 2008 ocorreram enchentes nos municípios de Mário Campos (principalmente no bairro Campo Verde) e afetou também o município de Brumadinho, a cidade de Betim, na localidade dos bairros Citrolândia e Colônia Sta. Izabel tornando praticamente impossível chegar em Brumadinho pela rodovia e dificultando o acesso a Betim.
No município de Mário Campos não houve casos fatais, mas o prejuízo relacionado a bens materias tal como móveis afetaram muitas famílias, só as árvores mais altas ficaram fora d´água; as casas foram quase encobertas pela água. Para chegar a essa altura, o Rio Paraopeba avançou cem metros das margens.

### Fonte de Água Mineral
Nos anos 60, ainda quando Mário Campos era considerada uma Zona Rural do Distrito de IBIRITÉ, o topógrafo Edmundo de Melo Franco que implantava um projeto de linha de distribuição de energia elétrica notou a ocorrência de uma excepcional nascente de água que chamou sua atenção.
Em 10 de abril de 1968 ele adquiriu a área onde se localizava a nascente. Durante 27 anos, até janeiro de 1995, quando faleceu aos 80 anos, o Sô Edmundo, como era chamado, realizou uma obra impar de preservação da fonte: construiu mais de 15 km de estradas, quatro represas, ergueu benfeitorias e piscinas de água mineral, garantindo a preservação da fonte para as futuras gerações.
Em junho de 1984 foi apresentado o projeto de lavra, que previa o engarrafamento da água para comercialização e a utilização da área para o turismo, com a criação de uma Estância Hidro Mineral.

## Turismo
Mário Campos está incluída no circuito turístico Veredas do Paraopeba, que compreende uma região mineira cercada de montanhas, com muitos vales e rios e água abundante. É ideal para quem gosta do campo, de praticar esportes ligados à natureza ou simplesmente de contemplá-la. Um atrativo especial para os belo-horizontinos devido à proximidade com a capital mineira.
Os pontos turísticos da topografia do município referem-se aos recursos hídricos, sendo os principais: Rio Paraopeba, a vegetação, as matas ciliares, as serras, a fonte de água mineral e o cinturão verde que circunda o município.
Mário Campos é declarada uma estância hidromineral desde 1998, onde se encontra a fonte de água mineral com maior vazão espontânea por metros cúbicos do mundo.
O turista tem como opções de hospedagem o Hotel Fazenda Recanto Santo Agostinho (com trezentos mil metros de área verde, sendo 260 mil de área de preservação ambiental), o Clube e Pousada Recanto da Mata, a Pousada Villa da Serra e a pousada rural Solar Maria Carolina.